# لا يمكنك الجزم بحدوث هذا (مسرحية)
لا يمكنك الجزم بحدوث هذا (بالإنجليزية: You Never Can Tell)‏ أو كما عرفت في بعض العناوين المعربة للمسرحية «زواج المفلسين» أو«عائلة من ماديرا» ، هي مسرحية ذات أربعة فصول كتبها جورج برنارد شو في العام 1897 وعرضت لأول مرة على المسرح الملكي في لندن، تم نشرها كجزء من مجموعة مسرحية تحت اسم (المسرحيات الممتعة) لبرنارد شو. في يونيو 2011 تم إعادة إحياء المسرحية على خشبة مسرح الكالسيوم في مدينة آبريستويث في ويلز، حيث كان قد تم عرضها لأول مرة على خشبة ذاك المسرح قبل مائة عام بالضبط.

## الشخصيات
- السيد أو الدكتور فالنتاين، طبيب أسنان.
- غلوريا كلاندون، الابنة البكر.
- وولتر، النادل.
- دوللي كلاندون، الابنة الصغرى.
- فيليب كلاندون، الابن.
- السيدة كلاندون، الأم.
- السيد فيرغوس كرامبتون، المالك والأب.
- السيد فينش ماكوماس، محامي السيدة كلاندون وصديق السيد كرامبتون.
- السيد بون، محامي.
- خادمة الصالون.
- جو، نادل.
- الطباخ.

### برنامج أول عروضها
العرض الأول  لفرقة " The Stage Society "  في المسرح الملكي (لندن).
مساء الأحد
26 نوفمبر 1899.

## القصة
تدور أحداث المسرحية في بلدة ساحلية انجليزية وتتحدث عن قصة السيدة كلاندون وأبنائها الثلاثة دوللي وفيليب وغلوريا العائدين قبل فترة بسيطة إلى إنجلترا بعد عيشهم لثمانية عشر عاما في ماديرا.
ليس لدى الأبناء أي فكرة عن أبيهم ومن يكون، وبعد العديد من مواقف كوميديا الأخطاء تنتهي تلك المواقف بدعوتهم لأبيهم دون معرفتهم بكونه أبيهم أو معرفته لهم بأنهم أبناؤه، يتم دعوته مع السيد فالنتاين إلى الغداء وفي نفس الوقت يقع فالنتاين في حب غلوريا، في البداية تبدي غلوريا عدم اهتمامها بالحب والزواج وتظهر نفسها بكونها امرأة عصرية.
تستمر المسرحية بكوميديا الأخطاء والمواقف المتخبطة مع وجود النادل الحكيم والصديق وولتر (عادة ما تناديه عائلة كلاندون باسم وليام لأن دوللي كان تشبهه في حكمته بشكسبير)، تستمر الأحداث بالتتابع بشكل كوميدي في ظل حكمة وولتر التي طالما رددها (لا يمكنك الجزم بقول هذا).

## إعداد المسرحية
الوقت: أحد أيام شهر آب / أغسطس عام 1896
المكان: منتجع انجليزي في بلدة ساحلية.
الفصل الأول
مكتب طبيب الأسنان
الفصل الثاني
شرفة في فندق مطل على البحر.
الفصل الثالث
 غرفة جلوس عائلة كلاندون في جناحهم داخل الفندق البحري.
الفصل الرابع
غرفة جلوس عائلة كلاندون في جناحهم داخل الفندق البحري - في الليل